# HellermannTyton
A HellermannTyton egy Nagy-Britanniában regisztrált cég, amely világszerte 39 országban gyárt és értékesít kábelrendező termékeket elektromos kábelek és vezetékek, illetve hálózati csatlakozási megoldások kötegeléséhez, rögzítéséhez, azonosításához és védelméhez.
A cégcsoport több mint 5.750 személyt alkalmaz  és 16 gyártóüzemmel, illetve 13 termékfejlesztő székhellyel rendelkezik.
A vállalat részvényei 2015-ig a London Stock Exchange értéktőzsdén voltak jegyezve. A tőzsdei jelenlét megszűnt, amint a Delphi Automotive felvásárolta HellermannTyton-t. Ezt követően a Delphi átnevezte vállalkozásának azon üzleti területét, amely önvezető járművekkel és elektromobilitással foglalkozik, és az új üzleti egység Aptiv néven működik tovább.

## Történelem
A vállalatot Paul Hellermann és Jack Bowthorpe alapította 1938-ban Croydonban, és Hellermann Electric néven lépett piacra, mint a Goodliffe Electric Supplies cég leányvállalata.
1948-ban a Hellermann Electric áthelyezte gyártási telephelyét a sussexi Crawleyba. 1965-ben a vállalat elindította a Tyton rendszer gyártását, amely egy folytonos kötegelési módszert tesz lehetővé. 1969-ben létrejött az amerikai Milwaukeeban a HellermannTyton Corporation. 1976-ban a cég kiterjesztette vállalkozását a légiközlekedési piacra és kibővítette kínálatát repülőgépekben felhasználható kábelrendező termékekkel.
1993 május 15.-én megalapították a HellermannTyton magyarországi képviseleti irodáját, a HellermannTyton Kft.-t. A cég nettó árbevétele 2018-ban 1.003.162.000 HUF volt és jelenleg 8 alkalmazottat foglalkoztat.
1997-ben elkezdődött a vállalkozás egységes márkaépítési folyamata. 1999-ben a vállalat bejegyeztette márkavédjegyét, és ennek köszönhetően egységesen jelent meg a világpiacon HellermannTyton néven. 2000-ben új gyárral bővült a vállalat piaci jelenléte a németországi Torneschben, ahol egyaránt történik a termékek gyártása és raktározása is.
2006-ban Spirent, a vállalat egyik tulajdonosa, eladta 289 millió font értékű részvényeit a Doughty Hanson & Co által ellenőrzött tőke alapnak. 2013 szeptemberében a Doughty Hanson & Co eladta a HellermannTyton Group részvényeinek 20,9 % -át 119,25 millió fontért.
2015 decemberében megszületett a HellermannTyton és a Delphi Automotive közötti megegyezés, miszerint az utóbbi felvásárolta HellermannTyton-t  1,07 millió USA-dollárért. A Delphi kettéválása után a HellermannTyton az Aptiv cég részévé vált, amely termékportfóliójának hangsúlyát az autóipari ágazatra fekteti.

## Cégnév eredete
A HellermannTyton cégnév az alapító vezetéknevének és az 1965-ben feltalált "Tyton" rendszer elnevezésének összevonásából jött létre.

## Piaci jelenlét és termékek

### Gyártási telephelyek
HellermannTyton több mint 70.000 terméket gyárt világszerte  16 gyártási telephelyen, többek között a következő országokban: Egyesült Királyság (Manchester, Plymouth és Northampton), Lengyelország (Kotunia, Slupca megye), Franciaország (Trappes), Szingapúr (Yishun), Amerikai Egyesült Államok (Milwaukee), Németország (Tornesch), Dél-afrikai Köztársaság (Johannesburg), Kína (Wuxi), Japán (Hyogo), Mexikó (Monterrey) és Brazília (Jundiai).

### Feldolgozott anyagok
A gyártási folyamatban többnyire műszaki minőségű műanyag kerül felhasználásra, elsősorban a PA 6.6 (magas és alacsony hőmérséklettel szemben ellenálló, UV-álló, ütésálló, vízálló és színezhető).